# Danh sách loạt sút luân lưu của Giải vô địch bóng đá châu Âu
Đây là danh sách tất cả các loạt sút luân lưu đã xảy ra trong các vòng chung kết của Giải vô địch bóng đá châu Âu.

## Danh sách
Từ khóa
- = phạt đền thành công
- = phạt đền không thành công
- nền vàng = pha phạt đền thành công kết thúc loạt sút luân lưu
- nền đỏ = pha phạt đền không thành công kết thúc loạt sút luân lưu
- nền xám = pha phạt đền đầu tiên trong loạt sút luân lưu
- dòng ngang nằm trong danh sách nhận bóng = bắt đầu giai đoạn cái chết bất ngờ

| STT | Lần thứ                | Vô địch      | CK  | Thua        | Loạt sút luân lưu | Loạt sút luân lưu | Loạt sút luân lưu | Đội thắng   | Đội thắng                                                                             | Đội thua                                                                                    | Đội thua      | Vòng                   | Ngày và địa điểm                                               |
| STT | Lần thứ                | Vô địch      | CK  | Thua        | S                 | M                 | T                 | TM          | Nhận bóng                                                                             | Nhận bóng                                                                                   | TM            | Vòng                   | Ngày và địa điểm                                               |
| --- | ---------------------- | ------------ | --- | ----------- | ----------------- | ----------------- | ----------------- | ----------- | ------------------------------------------------------------------------------------- | ------------------------------------------------------------------------------------------- | ------------- | ---------------------- | -------------------------------------------------------------- |
| 1.  | 1976, Nam Tư           | Tiệp Khắc    | 2–2 | Tây Đức     | 5–3               | 0–1               | 5–4               | Viktor      | Masný · Nehoda · Ondruš · Jurkemik · Panenka                                          | Bonhof · Flohe · Bongartz · Hoeneß                                                          | Maier         | Chung kết              | 20 tháng 6 năm 1976, Belgrade (Red Star)                       |
| 2.  | 1980, Ý                | Tiệp Khắc    | 1–1 | Ý           | 9–8               | 0–1               | 9–9               | Netolička   | Masný · Nehoda · Ondruš · Jurkemik · Panenka Gögh · Gajdůšek · Kozák · Barmoš         | Causio · Altobelli · G. Baresi · Cabrini · Benetti Graziani · Scirea · Tardelli · Collovati | Zoff          | Play-off tranh hạng ba | 21 tháng 6 năm 1980, Napoli (San Paolo)                        |
| 3.  | 1984, Pháp             | Tây Ban Nha  | 1–1 | Đan Mạch    | 5–4               | 0–1               | 5–5               | Arconada    | Santillana · Señor · Urquiaga · Víctor · Sarabia                                      | Brylle · J. Olsen · Laudrup · Lerby · Elkjær                                                | Qvist         | Bán kết                | 24 tháng 6 năm 1984, Lyon (Gerland)                            |
| 4.  | 1992, Thụy Điển        | Đan Mạch     | 2–2 | Hà Lan      | 5–4               | 0–1               | 5–5               | Schmeichel  | Larsen · Povlsen · Elstrup · Vilfort · Christofte                                     | Koeman · Van Basten · Bergkamp · Rijkaard · Witschge                                        | Van Breukelen | Bán kết                | 22 tháng 6 năm 1992, Gothenburg (Ullevi)                       |
| 5.  | 1996, Anh              | Anh          | 0–0 | Tây Ban Nha | 4–2               | 0–2               | 4–4               | Seaman      | Shearer · Platt · Pearce · Gascoigne                                                  | Hierro · Amor · Belsué · Nadal                                                              | Zubizarreta   | Tứ kết                 | 22 tháng 6 năm 1996, Luân Đôn (Wembley)                        |
| 6.  | 1996, Anh              | Pháp         | 0–0 | Hà Lan      | 5–4               | 0–1               | 5–5               | Lama        | Zidane · Djorkaeff · Lizarazu · Guérin · Blanc                                        | De Kock · R. de Boer · Kluivert · Seedorf · Blind                                           | Van der Sar   | Tứ kết                 | 22 tháng 6 năm 1996, Liverpool (Anfield)                       |
| 7.  | 1996, Anh              | Cộng hòa Séc | 0–0 | Pháp        | 6–5               | 0–1               | 6–6               | Kouba       | Kubík · Nedvěd · Berger · Poborský · Rada Kadlec                                      | Zidane · Djorkaeff · Lizarazu · Guérin · Blanc Pedros                                       | Lama          | Bán kết                | 26 tháng 6 năm 1996, Manchester (Old Trafford)                 |
| 8.  | 1996, Anh              | Đức          | 1–1 | Anh         | 6–5               | 0–1               | 6–6               | Köpke       | Häßler · Strunz · Reuter · Ziege · Kuntz Möller                                       | Shearer · Platt · Pearce · Gascoigne · Sheringham Southgate                                 | Seaman        | Bán kết                | 26 tháng 6 năm 1996, Luân Đôn (Wembley)                        |
| 9.  | 2000, Bỉ & Hà Lan      | Ý            | 0–0 | Hà Lan      | 3–1               | 1–3               | 4–4               | Toldo       | Di Biagio · Pessotto · Totti · Maldini                                                | F. de Boer · Stam · Kluivert · Bosvelt                                                      | Van der Sar   | Bán kết                | 29 tháng 6 năm 2000, Amsterdam (Amsterdam Arena)               |
| 10. | 2004, Bồ Đào Nha       | Bồ Đào Nha   | 2–2 | Anh         | 6–5               | 1–2               | 7–7               | Ricardo     | Deco · Simão · Rui Costa · Ronaldo · Maniche Postiga · Ricardo                        | Beckham · Owen · Lampard · Terry · Hargreaves A. Cole · Vassell                             | James         | Tứ kết                 | 24 tháng 6 năm 2004, Lisbon (Ánh sáng)                         |
| 11. | 2004, Bồ Đào Nha       | Hà Lan       | 0–0 | Thụy Điển   | 5–4               | 1–2               | 6–6               | Van der Sar | Van Nistelrooy · Heitinga · Reiziger · Cocu · Makaay Robben                           | Källström · Larsson · Ibrahimović · Ljungberg · Wilhelmsson Mellberg                        | Isaksson      | Tứ kết                 | 26 tháng 6 năm 2004, Faro/Loulé (Algarve)                      |
| 12. | 2008, Áo & Thụy Sĩ     | Thổ Nhĩ Kỳ   | 1–1 | Croatia     | 3–1               | 0–3               | 3–4               | Reçber      | Turan · Şentürk · Altıntop                                                            | Modrić · Srna · Rakitić · Petrić                                                            | Pletikosa     | Tứ kết                 | 20 tháng 6 năm 2008, Viên (Happel)                             |
| 13. | 2008, Áo & Thụy Sĩ     | Tây Ban Nha  | 0–0 | Ý           | 4–2               | 1–2               | 5–4               | Casillas    | Villa · Cazorla · Senna · Güiza · Fàbregas                                            | Grosso · De Rossi · Camoranesi · Di Natale                                                  | Buffon        | Tứ kết                 | 22 tháng 6 năm 2008, Viên (Happel)                             |
| 14. | 2012, Ba Lan & Ukraina | Ý            | 0–0 | Anh         | 4–2               | 1–2               | 5–4               | Buffon      | Balotelli · Montolivo · Pirlo · Nocerino · Diamanti                                   | Gerrard · Rooney · Young · A. Cole                                                          | Hart          | Tứ kết                 | 24 tháng 6 năm 2012, Kyiv (Sân vận động Olympic)               |
| 15. | 2012, Ba Lan & Ukraina | Tây Ban Nha  | 0–0 | Bồ Đào Nha  | 4–2               | 1–2               | 5–4               | Casillas    | Alonso · Iniesta · Piqué · Ramos · Fàbregas                                           | Moutinho · Pepe · Nani · Alves                                                              | Patrício      | Bán kết                | 27 tháng 6 năm 2012, Donetsk (Donbass)                         |
| 16. | 2016, Pháp             | Ba Lan       | 1–1 | Thụy Sĩ     | 5–4               | 0–1               | 5–5               | Fabiański   | Lewandowski · Milik · Glik · Błaszczykowski · Krychowiak                              | Lichtsteiner · Xhaka · Shaqiri · Schär · Rodríguez                                          | Sommer        | Vòng 16 đội            | 25 tháng 6 năm 2016, Saint-Étienne (Geoffroy-Guichard)         |
| 17. | 2016, Pháp             | Bồ Đào Nha   | 1–1 | Ba Lan      | 5–3               | 0–1               | 5–4               | Patrício    | Ronaldo · Sanches · Moutinho · Nani · Quaresma                                        | Lewandowski · Milik · Glik · Błaszczykowski                                                 | Fabiański     | Tứ kết                 | 30 tháng 6 năm 2016, Marseille (Vélodrome)                     |
| 18. | 2016, Pháp             | Đức          | 1–1 | Ý           | 6–5               | 3–4               | 9–9               | Neuer       | Kroos · Müller · Özil · Draxler · Schweinsteiger Hummels · Kimmich · Boateng · Hector | Insigne · Zaza · Barzagli · Pellè · Bonucci Giaccherini · Parolo · De Sciglio · Darmian     | Buffon        | Tứ kết                 | 2 tháng 7 năm 2016, Bordeaux (Sân vận động Bordeaux mới)       |
| 19. | 2020, Liên châu Âu     | Thụy Sĩ      | 3–3 | Pháp        | 5–4               | 0–1               | 5–5               | Sommer      | Gavranović · Schär · Akanji · Vargas · Mehmedi                                        | Pogba · Giroud · Thuram · Kimpembe · Mbappé                                                 | Lloris        | Vòng 16 đội            | 28 tháng 6 năm 2021, Bucharest (Arena Națională)               |
| 20. | 2020, Liên châu Âu     | Tây Ban Nha  | 1–1 | Thụy Sĩ     | 3–1               | 2–3               | 5–4               | Simón       | Busquets · Olmo · Rodri · Gerard · Oyarzabal                                          | Gavranović · Schär · Akanji · Vargas                                                        | Sommer        | Tứ kết                 | 2 tháng 7 năm 2021, Saint Petersburg (Sân vận động Krestovsky) |
| 21. | 2020, Liên châu Âu     | Ý            | 1–1 | Tây Ban Nha | 4–2               | 1–2               | 5–4               | Donnarumma  | Locatelli · Belotti · Bonucci · Bernardeschi · Jorginho                               | Olmo · Gerard · Thiago · Morata                                                             | Simón         | Bán kết                | 6 tháng 7 năm 2021, Luân Đôn (Sân vận động Wembley)            |
| 22. | 2020, Liên châu Âu     | Ý            | 1–1 | Anh         | 3–2               | 2–3               | 5–5               | Donnarumma  | Berardi · Belotti · Bonucci · Bernardeschi · Jorginho                                 | Kane · Maguire · Rashford · Sancho · Saka                                                   | Pickford      | Chung kết              | 11 tháng 7 năm 2021, Luân Đôn (Sân vận động Wembley)           |

Ghi chú
1. ↑  Không có hiệp phụ đã thi đấu.

## Thống kê
Từ khóa

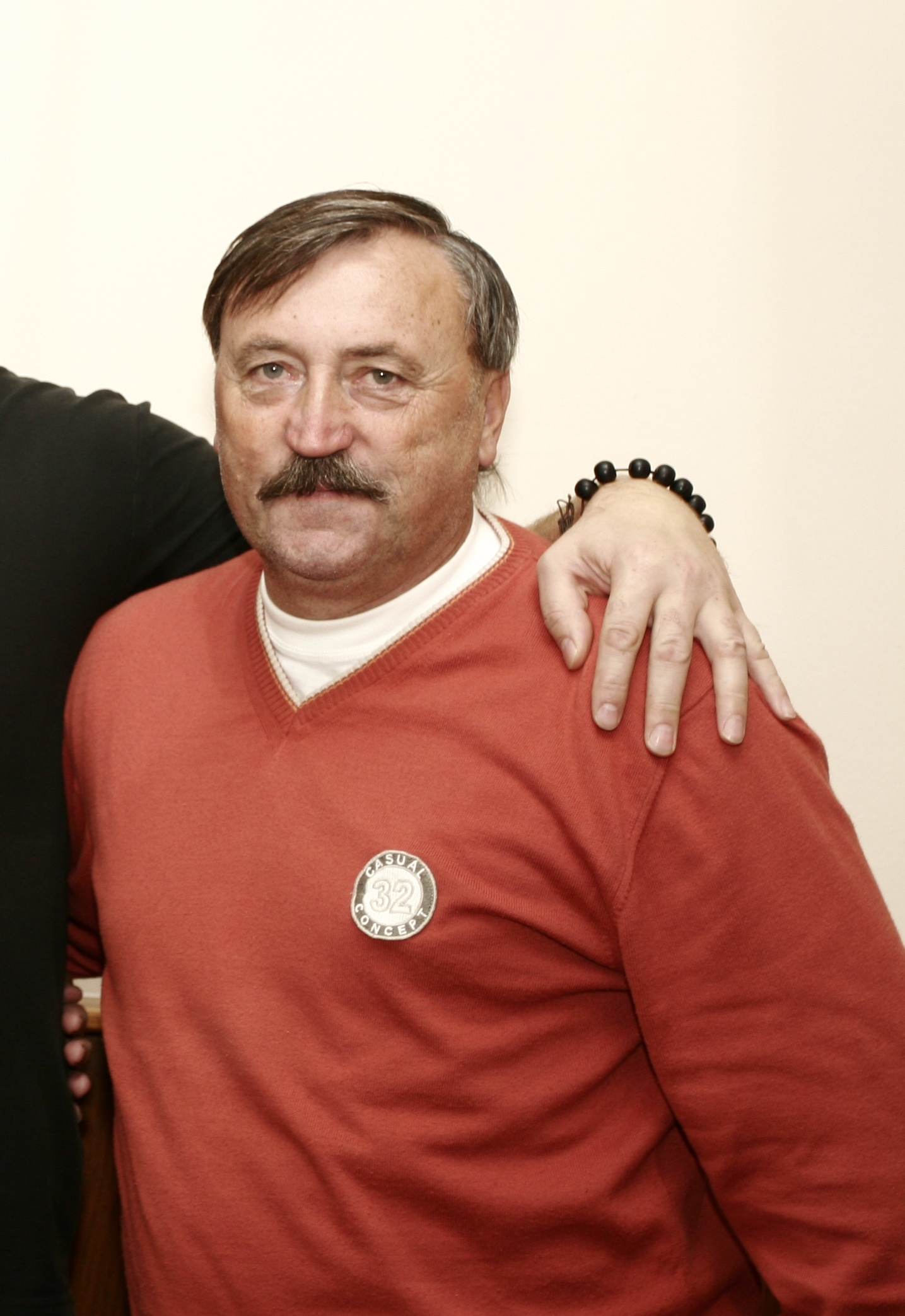
Antonín Panenka, cầu thủ ghi bàn thắng trên phạt đền cho Tiệp Khắc trong trận chung kết năm 1976

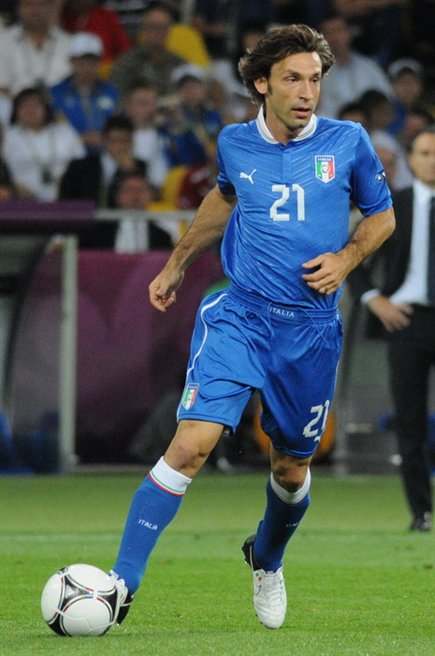
Andrea Pirlo, cầu thủ ghi bàn cho Ý trong trận gặp Anh trong năm 2012

- † = loạt sút luân lưu trong trận chung kết
- Chữ đậm = vô địch năm đó

### Kỷ lục loạt sút luân lưu
Loạt sút luân lưu nhiều nhất trong một giải đấu
- 4 – 1996, 2020

Loạt sút luân lưu ít nhất trong một giải đấu (kể từ năm 1976)
- 0 – 1988

Số trận loạt sút luân lưu nhiều nhất
- 2 –  Tây Ban Nha v  Ý (2008, 2020),  Ý v  Anh (2012, 2020†)

Phạt đền nhận bóng nhiều nhất trong loạt sút luân lưu
- 18 –  Tiệp Khắc v  Ý (1980),  Đức v  Ý (2016)

Phạt đền nhận bóng ít nhất trong loạt sút luân lưu
- 7 –  Thổ Nhĩ Kỳ v  Croatia (2008)

Phạt đền thành công nhiều nhất trong loạt sút luân lưu
- 17 –  Tiệp Khắc v  Ý (1980)

Phạt đền thành công ít nhất trong loạt sút luân lưu
- 4 –  Ý v  Hà Lan (2000),  Thổ Nhĩ Kỳ v  Croatia (2008),  Tây Ban Nha v  Thụy Sĩ (2020)

Phạt đền không thành công nhiều nhất trong loạt sút luân lưu
- 7 –  Đức v  Ý (2016)

### Kỷ lục đội tuyển
Loạt sút luân lưu đã thi đấu nhiều nhất
- 7 –  Ý (1980, 2000, 2008, 2012, 2016, 2020†x2)

Loạt sút luân lưu đã thi đấu nhiều nhất trong 1 giải đấu
- 2 –  Pháp (1996),  Anh (1996),  Ba Lan (2016),  Thụy Sĩ (2020),  Tây Ban Nha (2020),  Ý (2020†)

Thắng loạt sút luân lưu nhiều nhất
- 4 –  Tây Ban Nha (1984, 2008, 2012, 2020),  Ý (2000, 2012, 2020†×2)

Thắng loạt sút luân lưu nhiều nhất trong 1 giải đấu
- 2 –  Ý (2020†)

Thua loạt sút luân lưu nhiều nhất
- 4 –  Anh (1996, 2004, 2012, 2020)

Thắng loạt sút luân lưu liên tiếp nhiều nhất
- 3 –  Cộng hòa Séc (1976†1, 19801, 1996),   Tây Ban Nha (2008, 2012, 2020)

Thua loạt sút luân lưu liên tiếp nhiều nhất
- 4 –  Anh (1996, 2004, 2012, 2020)

Thắng loạt sút luân lưu nhiều nhất mà không có trận thua
- 3 –  Cộng hòa Séc (1976†1, 19801, 1996)

Thua loạt sút luân lưu nhiều nhất mà không có trận thắng
- 1 –  Thụy Điển (2004),  Croatia (2008)

Số trận vòng đấu loại trực tiếp nhiều nhất không có loạt sút luân lưu (kể từ năm 1976)
- 5 –  Bỉ (1980, 2016×2, 2020×2)

Phạt đền thành công ít nhất trong loạt sút luân lưu
- 1 –  Hà Lan (2000),  Croatia (2008),  Thụy Sĩ (2020)

Phạt đền thành công nhiều nhất trong loạt sút luân lưu
- 9 –  Cộng hòa Séc (19801)

Phạt đền không thành công nhiều nhất trong loạt sút luân lưu
- 4 –  Ý (2016)

### Kỷ lục nhận bóng
Đội tham gia nhiều nhất trong loạt sút luân lưu
- 3 –  Fabian Schär (2016, 2020×2),  Leonardo Bonucci (2016, 2020†×2)

Phạt đền thành công nhiều nhất trong loạt sút luân lưu
- 2 – 26 players

Phạt đền quyết định ở trận chung kết thành công trong loạt sút luân lưu
- 2 –  Cesc Fàbregas (2008, 2012)

### Kỷ lục thủ môn
Cầu thủ tham gia nhiều nhất trong loạt sút luân lưu
- 3 –  Edwin van der Sar (1996, 2000, 2004),  Gianluigi Buffon (2008, 2012, 2016),  Yann Sommer (2016, 2020×2)

Đối mặt với phạt đền nhiều nhất trong loạt sút luân lưu
- 18 –  Gianluigi Buffon

Phạt đền bị thủng lưới nhiều nhất trong loạt sút luân lưu
- 12 –  Edwin van der Sar,  Gianluigi Buffon,  Yann Sommer

Phạt đền bị lỡ bóng nhiều nhất trong trận gặp (cứu thua và sút ngoài khung thành) trong loạt sút luân lưu
- 6 –  Gianluigi Buffon

### Theo đội tuyển
| Đội tuyển    | Số trận | Thắng | Thua | Tỷ lệ thắng | Năm thắng              | Năm thua               |
| ------------ | ------- | ----- | ---- | ----------- | ---------------------- | ---------------------- |
| Cộng hòa Séc | 3       | 3     | 0    | 100%        | 1976†1, 19801, 1996    | –                      |
| Thổ Nhĩ Kỳ   | 1       | 1     | 0    | 100%        | 2008                   | –                      |
| Tây Ban Nha  | 6       | 4     | 2    | 67%         | 1984, 2008, 2012, 2020 | 1996, 2020             |
| Đức          | 3       | 2     | 1    | 67%         | 1996, 2016             | 1976†3                 |
| Bồ Đào Nha   | 3       | 2     | 1    | 67%         | 2004, 2016             | 2012                   |
| Ý            | 7       | 4     | 3    | 57%         | 2000, 2012, 2020†×2    | 1980, 2008, 2016       |
| Đan Mạch     | 2       | 1     | 1    | 50%         | 1992                   | 1984                   |
| Ba Lan       | 2       | 1     | 1    | 50%         | 2016                   | 2016                   |
| Thụy Sĩ      | 3       | 1     | 2    | 33%         | 2020                   | 2016, 2020             |
| Pháp         | 3       | 1     | 2    | 33%         | 1996                   | 1996, 2020             |
| Hà Lan       | 4       | 1     | 3    | 25%         | 2004                   | 1992, 1996, 2000       |
| Anh          | 5       | 1     | 4    | 20%         | 1996                   | 1996, 2004, 2012, 2020 |
| Croatia      | 1       | 0     | 1    | 0%          | –                      | 2008                   |
| Thụy Điển    | 1       | 0     | 1    | 0%          | –                      | 2004                   |

Năm vô địch được in đậm
Ghi chú
- 1 Đã tham gia với tư cách là  Tiệp Khắc
- 2 Đã tham gia với tư cách là  Liên Xô
- 3 Đã tham gia với tư cách là  Tây Đức

### Theo năm

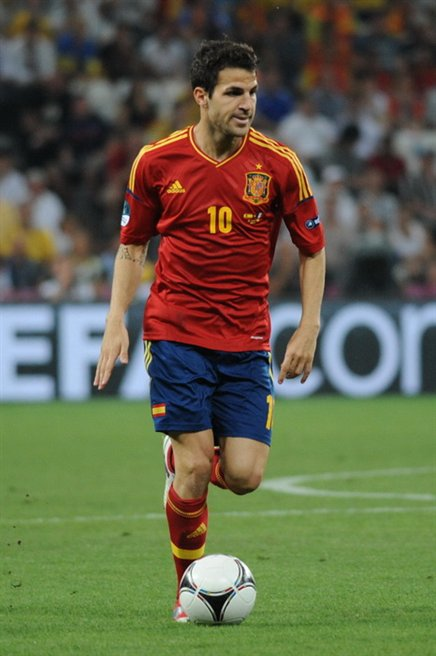
Cesc Fàbregas, cầu thủ ghi bàn thắng trên phạt đền cho Tây Ban Nha trong loạt sút luân lưu trong hai giải đấu khác nhau (các năm 2008 và 2012)

- Loạt sút luân lưu được giới thiệu lần đầu tiên tại giải vào năm 1976.
- Trước năm 1976, đã có 17 trận đấu trong bốn giải đấu đầu tiên từ năm 1960 đến năm 1972: 16 trận đấu được lên lịch (bốn trận mỗi giải đấu) và 1 trận đá lại. Chỉ có 2 trong số những trận đấu đó không được quyết định trong vòng 120 phút. Trận bán kết Euro 1968 giữa Ý và Liên Xô đã được quyết định bằng hình thức tung đồng xu. Khi tỷ số trận chung kết Euro 1968 giữa Ý và Nam Tư được san bằng sau 120 phút, một trận đá lại đã được tổ chức thay vì tung đồng xu. Cả hai lượt tung đồng xu ở trận bán kết và lượt đá lại chung kết, chủ nhà Ý đều giành chiến thắng.
- Kể từ năm 2004, nếu chỉ có hai đội kết thúc vòng bảng với cùng chỉ số (số điểm, số bàn thắng và bàn thua) và họ hòa nhau ở lượt đấu cuối cùng, một loạt sút luân lưu sẽ được sử dụng để xác định thứ hạng cuối cùng của họ. Tuy nhiên, chưa có trường hợp nào như vậy xảy ra.[3]

| Năm       | Số đội    | Số trận vòng đấu loại trực tiếp | Số loạt sút luân lưu | Tỷ lệ |
| --------- | --------- | ------------------------------- | -------------------- | ----- |
| 1976      | 4         | 4                               | 1                    | 25.0% |
| 1980      | 8         | 2                               | 1                    | 50.0% |
| 1984      | 8         | 3                               | 1                    | 33.3% |
| 1988      | 8         | 3                               | 0                    | 0.0%  |
| 1992      | 8         | 3                               | 1                    | 33.3% |
| 1996      | 16        | 7                               | 4                    | 57.1% |
| 2000      | 16        | 7                               | 1                    | 14.3% |
| 2004      | 16        | 7                               | 2                    | 28.6% |
| 2008      | 16        | 7                               | 2                    | 28.6% |
| 2012      | 16        | 7                               | 2                    | 28.6% |
| 2016      | 24        | 15                              | 3                    | 20.0% |
| 2020      | 24        | 15                              | 4                    | 26.6% |
| Tổng cộng | Tổng cộng | 80                              | 22                   | 27.5% |

Số cao nhất và thấp nhất được in đậm